# Pisandro di Laranda
Pisandro di Laranda (in greco antico: Πείσανδρος?) (Laranda, ... – ...; fl. durante il regno di Alessandro Severo) è stato un poeta greco antico.

## Biografia
Era il figlio del poeta Nestore di Laranda.
Compose un poema epico di sessanta libri, Heroikai Theogamiai (in greco Ἡρωικαὶ θεογαμίαι, «Matrimoni eroici degli dei») che, come le poesie di suo padre, sembra aver influenzato l'opera di Nonno di Panopoli, i Dionysiaca.
Il poema di Pisandro, del quale si sono conservati soltanto piccoli frammenti citati in opere di altri autori, può essere definito come una «completa storia epica del mondo». Fra i frammenti giunti sono quelli su Io, Cadmo e sugli Argonauti, ma il più significativo è la testimonianza in Macrobio che attesta il fatto che il poema iniziava dal matrimonio di Zeus con Era.